# Universitatea din Valencia
Universitatea din Valencia (numele oficial în catalană Universitat de València, în spaniolă Universidad de Valencia; cunoscută și prin acronimul UV) este o universitate situată în orașul spaniol Valencia. Este una dintre cele mai vechi universități aflate în funcțiune în Spania și cea mai veche universitate din Comunitatea Valenciană și este considerată una dintre cele mai importante instituții academice ale Spaniei. Universitatea a fost fondată în anul 1499 și are în prezent aproximativ 55.000 de studenți. Majoritatea cursurilor sunt predate în limba spaniolă (castiliană), dar universitatea a promis că va crește numărul de cursuri disponibile în limba catalană (denumită aici valenciană). Mai mult, o parte din cursurile predate la unele specializări sunt în limba engleză.
Universitatea din Valencia a avut un buget de 323 milioane de euro în 2013, pentru un total de 58.500 de studenți, 3.500 de profesori și cercetători științifici și alți 1.700 de angajați. Ea este membră a rețelei de universități catalane Institut Joan Lluís Vives și a European University Association. Actualul rector al Universității este Vicenta Mestre Escrivà.
Universitatea este situată pe coasta mediteraneană spaniolă, în orașul Valencia, care este capitala și cel mai populat oraș al comunității autonome Valencia și al treilea oraș ca mărime din Spania, cu o populație de 829.705 locuitori în 2014. Unul dintre campusurile sale se află în zona metropolitană a Valenciei, în municipiile Burjassot și Paterna.

## Istoric
La cererea regelui Iacob I Cuceritorul, Papa Inocențiu al IV-lea a autorizat printr-o bulă din 1246 înființarea unei instituții de învățământ superior (care să ofere estudis generals) la Valencia, care a reunit școlile orășenești și bisericești existente în oraș. Această instituție a funcționat doar până în 1416. Nevoia existenței unei universități a continuat să existe, iar în 1498 arhitectul valencian Pere Compte a fost însărcinat să proiecteze o clădire care să adăpostească școlile de nivel superior ce urmau a fi înființate. Statutele universității au fost adoptate de magistrații municipali ai Valenciei la 30 aprilie 1499; aceasta este considerată a fi data întemeierii Universității. În 1501 Papa Alexandru al VI-lea a semnat actul de recunoaștere și un an mai târziu regele Ferdinand al II-lea a emis decretul regal necesar. Deschiderea oficială a cursurilor Universității din Valencia a avut loc la 13 octombrie 1502.
Înființarea universității s-a datorat zelului Sfântului Vincent Ferrer și donării unei clădiri de către Mosen Pedro Vilaragut. S-au păstrat doar relatări sumare cu privire la activitatea practică a universității. Din momentul înființării sale, au fost predate cursuri de latină, greacă, ebraică, arabă, filozofie, matematică și fizică, teologie, drept canonic și medicină.

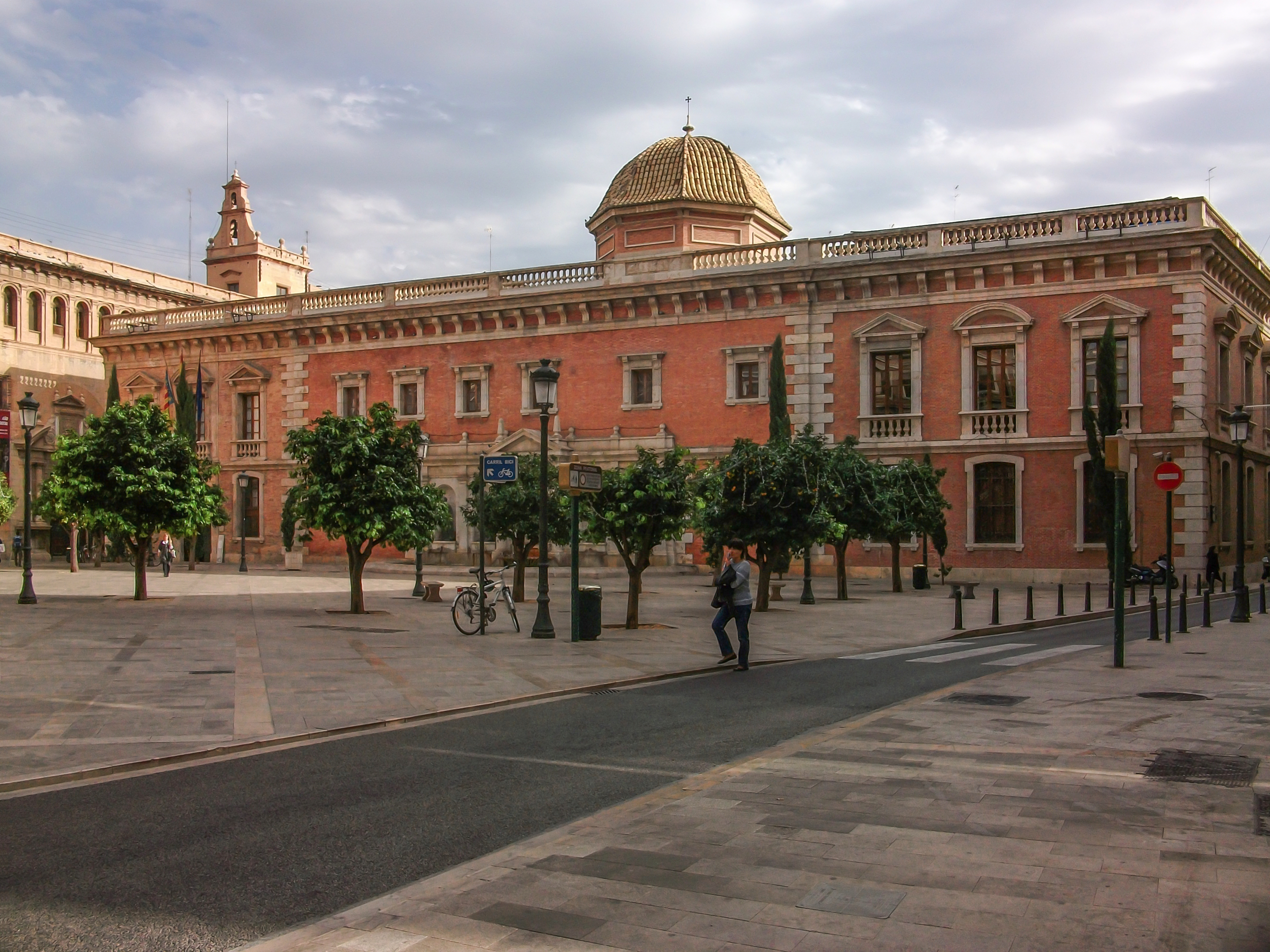
Clădirea istorică a Universității din Valencia

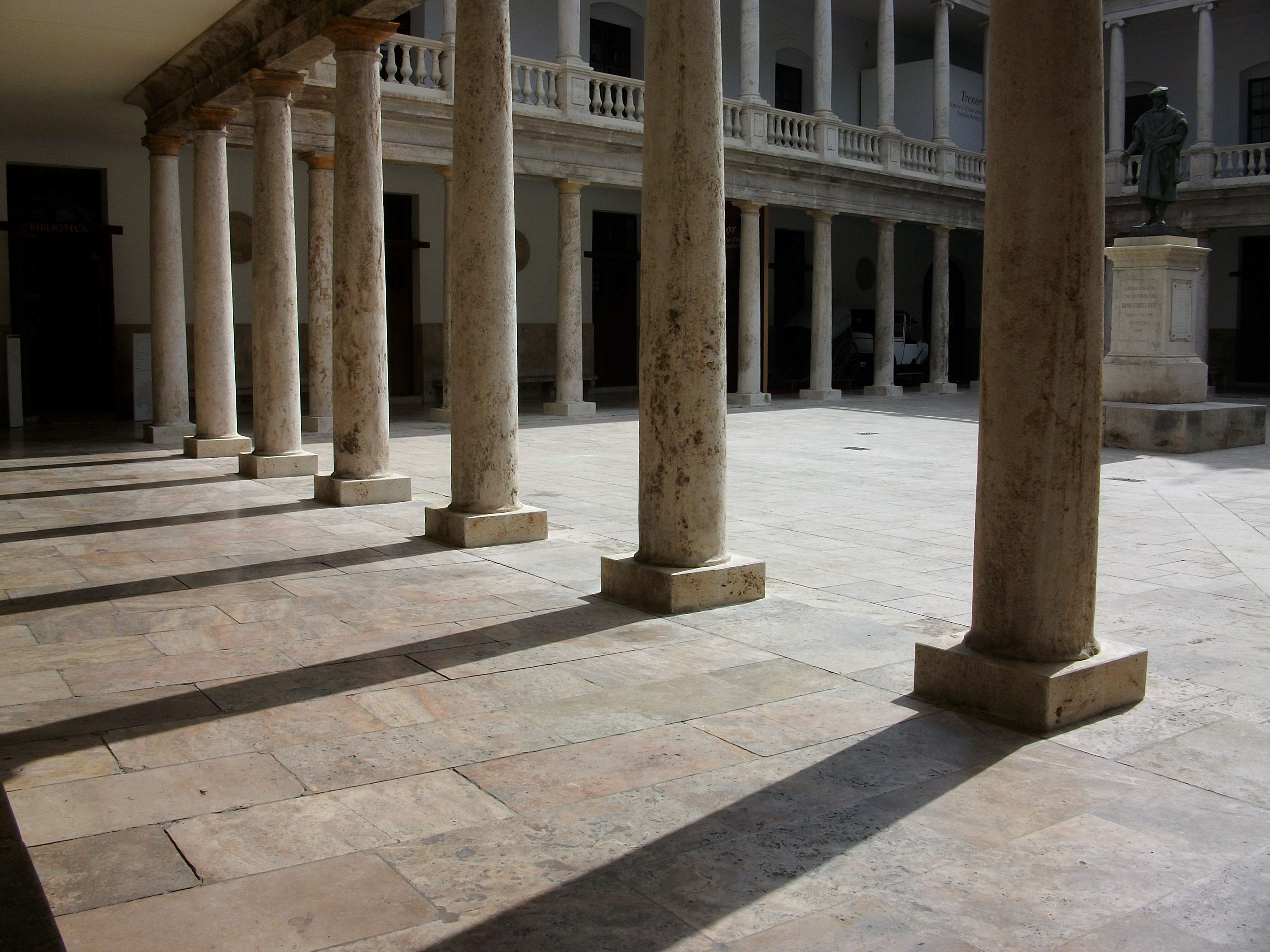
Claustrul istoric al clădirii la Nau

Cea mai înfloritoare epocă a universității s-a întins de la sfârșitul secolului al XVII-lea pe tot parcursul secolului al XVIII-lea, când s-a cultivat studiul limbilor greacă și latină, al matematicii și al medicinei. Istoricul Gaspar Escolano a afirmat că Universitatea din Valencia era un institut universitar renumit pentru calitatea studiilor de matematică, științe umaniste, filozofie și medicină. Printre cei mai cunoscuți profesori ai universității s-a numărat Francisco Pérez Bayer, un om cu o cultură largă și cu o mare influență în timpul domniei regelui Carol al III-lea al Spaniei.
Studiile cele mai apreciate au fost cele de medicină și de științe naturale. Mulți dintre absolvenții studiilor de medicină de la Valencia au devenit faimoși. Studenții alcătuiau în acea vreme planșe anatomice de dimensiuni mari. Pedro Ximeno a descoperit al treilea os mic al urechii. Valencia a fost prima universitate din Spania care a înființat un curs de botanică. Luis Collado, profesor de botanică, a făcut câteva descoperiri valoroase și a efectuat studii intensive asupra plantelor din Levant; Vicente Alonzo Lorente a scris lucrări despre botanică; iar celebrul botanist Cavanilles a fost, de asemenea, student la această universitate.
În secolul al XVII-lea universitatea s-a împărțit în două facțiuni: tomiștii și antitomiștii. Dezbaterile au fost încinse și au cauzat sentimente partizane în întregul Regat al Valenciei. În 1808 unele dintre clădirile universitare au suferit daune considerabile în timpul asediului și bombardării orașului de către trupele napoleoniene. Vechea bibliotecă universitară din Valencia, care avea o colecție de 27.000 de volume, a fost distrusă aproape complet (au rămas doar auditoriul și capela) de soldații francezi aflați sub comanda generalului Louis Gabriel Suchet și a fost reconstruită în secolul al XIX-lea.
În 1844 Universitatea din Valencia a devenit instituție finanțată de stat. În această perioadă unele dintre unitățile componente au fost transferate treptat din campusul Tarongers în campusul nou creat Blasco Ibáñez; mai târziu, în a doua jumătate a secolului al XX-lea, a fost construit campusul Burjassot-Paterna la marginea de nord-vest a orașului.
În timpul Războiului Civil Spaniol, în 1938, un incendiu puternic a devastat biblioteca. În prezent, Universitatea din Valencia este o universitate publică europeană modernă, deschisă studierii unei game largi de discipline, cercetării și instruirii în științe umane, științe naturale și tehnologie, medicină, științe sociale și pedagogie.

## Școli și facultăți
Universitatea din Valencia are 18 școli și facultăți situate în cele trei campusuri principale. Fiecare are departamente academice separate și oferă programe de licență, masterat și doctorat.

## Campusuri
Universitatea din Valencia are trei campusuri urbane principale situate în orașul Valencia și în Burjassot-Paterna, precum și alte câteva clădiri în centrul orașului Valencia, cum ar fi Clădirea Istorică, Grădina Botanică, Palatul Cerveró, Rectoratul și altele. Cele trei campusuri urbane sunt:
- Campusul Burjassot - găzduiește facultățile de biologie, farmacie, fizică, chimie, matematică și Școala de Inginerie.
- Campusul Avenida de Blasco Ibañez - găzduiește Școlile de Medicină și Stomatologie, Filozofie și Științe ale Educației, Psihologie, Geografie și Istorie, Limbi Străine, Educație Fizică, Fizioterapie și Asistență Medicală.
- Campusul Tarongers - găzduiește Școlile de Drept, Economie și Afaceri, Științe Sociale și recent Școala de Instruire a Profesorilor de Școală Elementară, care s-a mutat din locația sa anterioară de lângă campusul Blasco Ibañez.

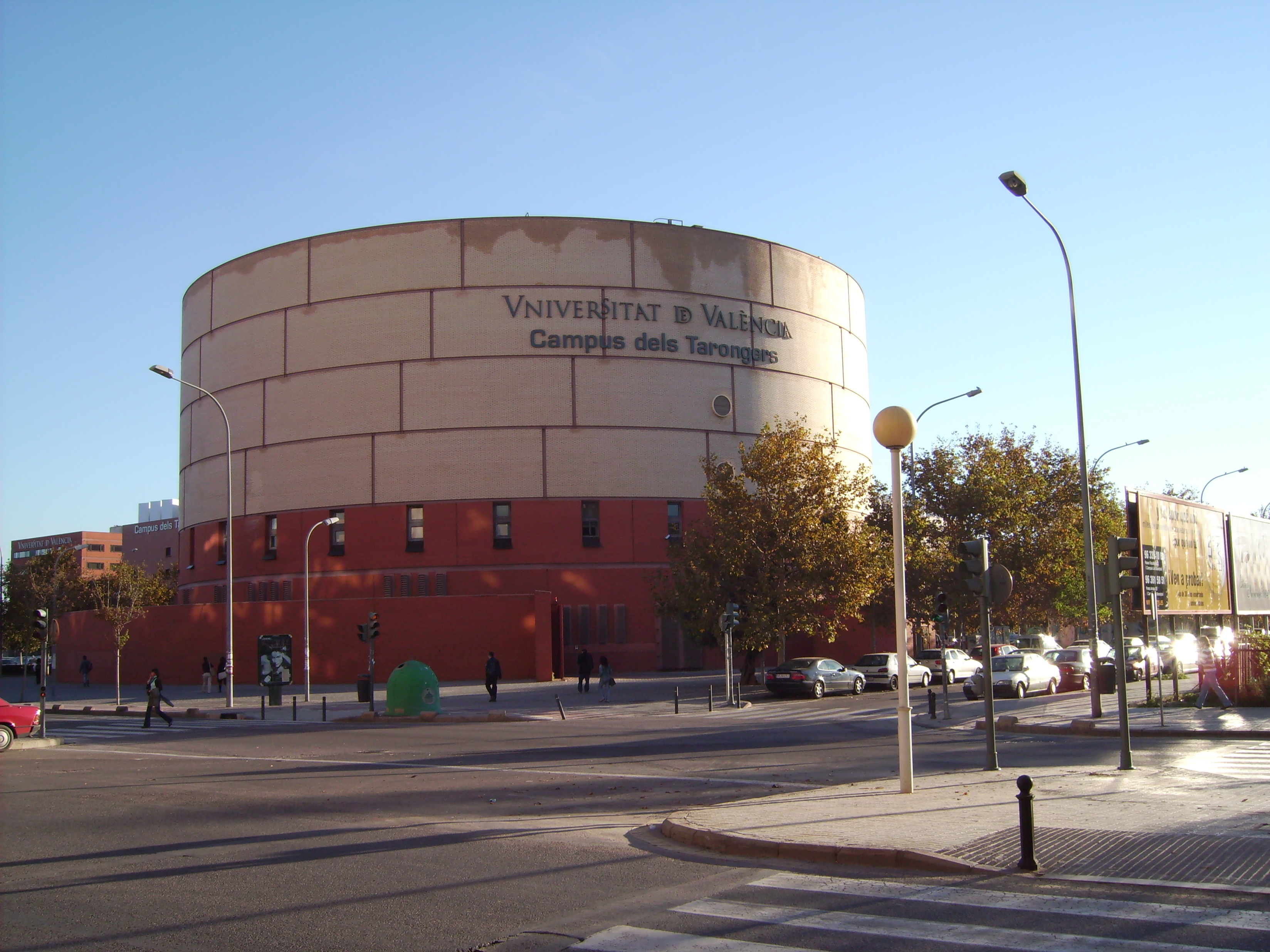
Campusul Tarongers
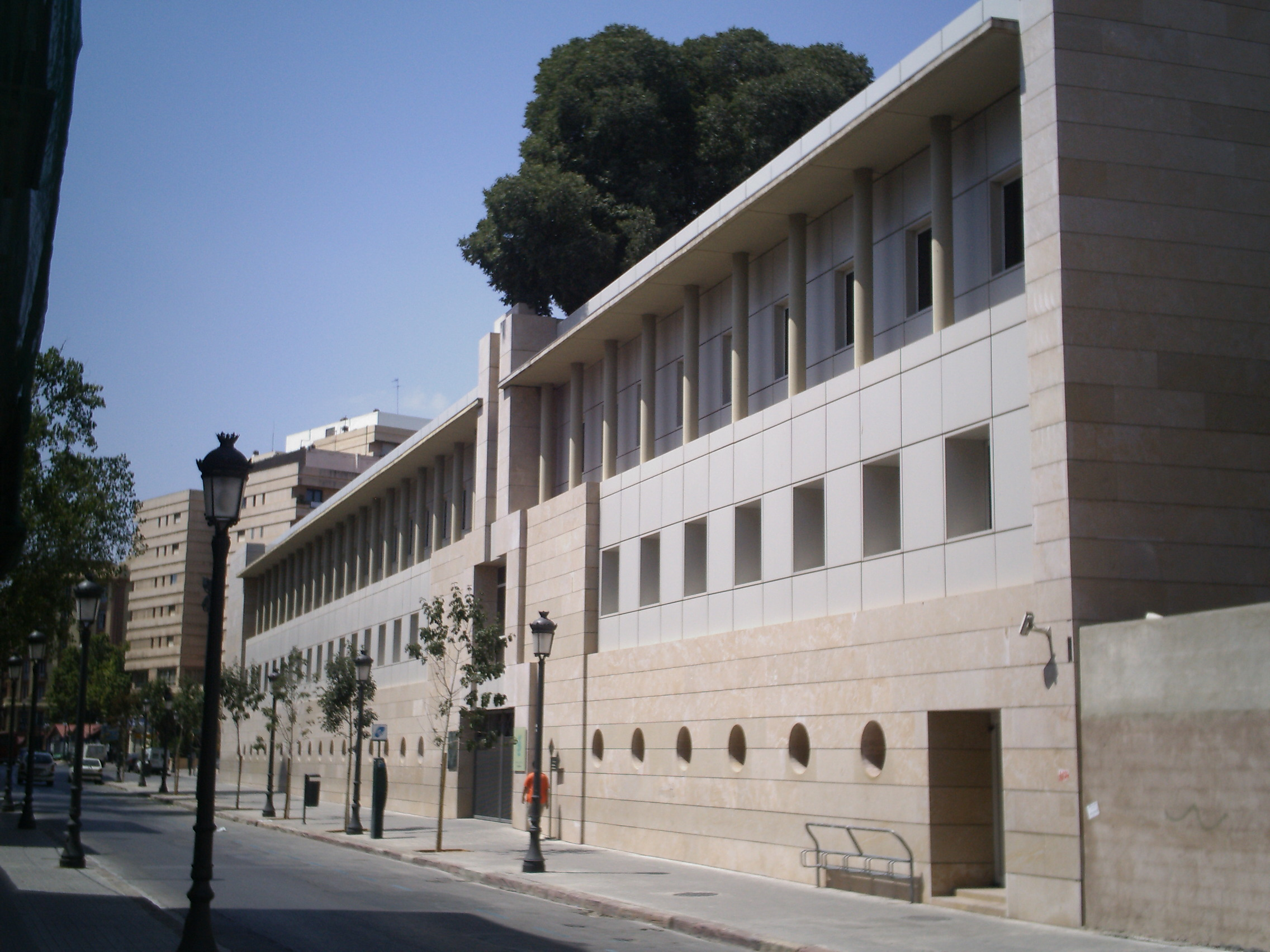
Grădina Botanică
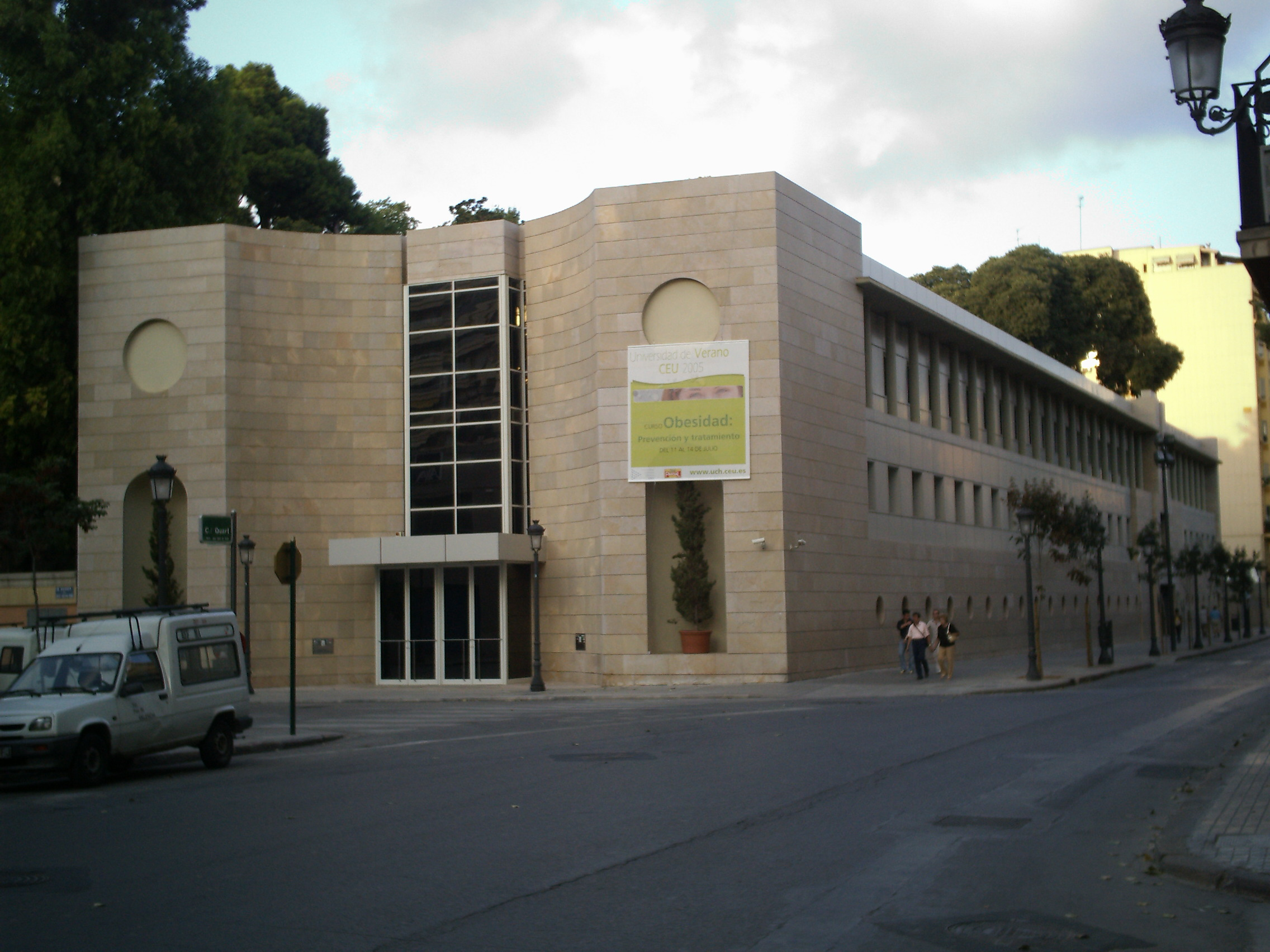
Grădina Botanică

## Absolvenți celebri
- Azorín (1873-1967), romancier, eseist și critic literar
- Pío Baroja (1872–1956), scriitor
- Vicente Blasco Ibañez (1867-1928), romancier
- José de Calasanz (1556-1648), preot romano-catolic, fondatorul ordinului piarist
- Juan Bautista Corachán (1661–1741), matematician, fizician și astronom
- Peregrín Casanova (1849-1919), medic, promotor al evoluționismului în Spania
- Josep Antoni Cavanilles (1745–1804), botanist
- Joan Fuster (1922-1992), scriitor
- Jaume Matas (n. 1956), economist, fost președinte al guvernului comunității autonome Insulelor Baleare (1996-1999, 2003-2007), ministru al mediului al Spaniei (2000-2003)
- Gregori Mayans (1699–1781), istoric
- Ignacio Ribas Marqués (1901-1996), chimist, cercetător al alcaloizilor vegetali
- Gabriel Miró (1879-1930), prozator liric
- Simón de Rojas (1552–1624), teolog, canonizat ca sfânt de Biserica Catolică
- Simón de Rojas Clemente y Rubio (1777–1827), botanist
- Bernat Soria (n. 1951), medic, cercetător și profesor universitar, ministru al sănătății, consumului și bunăstării sociale (2007-2009)
- Daniel Tordera (n. 1986), chimist, cercetător științific în domeniul nanotehnologiei
- Tomás Vicente Tosca (1651–1723), matematician
- Joan Lluís Vives (1492–1540), psiholog și filozof, considerat părintele „psihologiei” moderne

## Profesori notabili
- Albert Hauf (n. 1938), filolog, critic și istoric literar
- Francisco Pérez Bayer (1711-1794), filolog și jurist
- Santiago Ramón y Cajal (1852-1934), medic patolog și histolog, unul din cei doi spanioli laureați ai Premiului Nobel pentru medicină (1906)

## Legături externe
- Site-ul oficial al Universității din Valencia (engleză)
- Universitat de València — pagina de informații